# 해리 브란델리우스
해리 토르비요른 브란델리우스(스웨덴어: Harry Torbjörn Brandelius, 1910년 6월 14일 ~ 1994년 9월 5일)는 스웨덴의 슐라거 가수이다.